# Landes-i póni
A landes-i póni (franciául: poney landais) Franciaország délnyugati részéből Forêt des Landes környékéről származó ősi kisméretű lófajta.

## Tudnivalók a fajtáról
Az eredetileg félig vad landes-i pónit tartják napjainkban szelektív tenyésztés módján próbálják átalakítani, mert így nem felel meg a gyerekpónikkal szemben támasztott követelményeknek. Ez egyre kifejezettebb, mióta Franciaországban létrejöttek a póniklubok. Ez a fajta szolgált alapjául a brit hátas póni (Poney Français de Selle) kialakításában.

## Tenyésztése
A fajta igazi hazája a Bordeaux-tól délre helyezkedő, erdőkkel sűrűn borított Landes vidéke volt. Volt egy nagyobb, gyakran barthais-ként emlegetett törzs is, mely a Chalosse síkságon volt honos. Ezen a helyen igen jók voltak a legelés feltételei. Valószínűleg mindkét esetben a tarpánok utódjairól van szó. A második világháború után "B" típusú welsh csődöröket és arabokat alkalmaztak tenyésztésükben.

## Jellemzői
A mai, modern landes-i könnyű felépítésű, de kemény és könnyen tartható. Azt mondják, a fajta intelligens és tanulékony, de a testfelépítése nem közelíti meg brit felmenőjét.

### Testfelépítésük jellemzői
- terhelt lapockák
- egyenes hát
- a far nem hosszú, és a farbúbtól lejtősen tart hátrafelé, a farok viszont meglehetősen magas tűzésű
- a lábak vékonyak és nem eléggé csontosak
- kemény paták, melyek igen egészségesek